# ظاهريات الروح
ظاهريات الروح (بالألمانية: Phänomenologie des Geistes)‏ هو كتاب صادر عام 1807 من تأليف الفيلسوف الألماني جورج ويلهام فريدريك هيغل، ويعد من أهم مؤلفات هيغل وأكثرها تداولاً. يصف الكتاب ثلاث مراحل جدلية عن حياة الروح، ويمكن ترجمة عنوانه الأصلي بالألمانية إلى ظاهريات العقل كذلك وفق السياق الذي تُستخدم فيه كلمة غايست. عِلمُ تجربة الوعي  كان عنوان عمل الكتاب الذي ظهر في الطبعة الأولى، وحُدد كجزء أول من سلسلة فلسفية تسمى نظام العلوم. ظاهريات الروح كان أساس فلسفة هيغل اللاحقة وأضافت نقلة نوعية ومهمة في المثالية الألمانية بعد إيمانويل كانت. بتركيزٍ على الميتافيزيقيا، إبستيمولوجيا، الفيزياء، التاريخ، الأخلاق، والدين، كانت الظاهريات مبتدأ تطوير هيغل لفلسفته بما في ذلك مفهوم الجدلية (يشمل ذلك جدلية العبد والسيد) ، المثالية المطلقة، الحياة الأخلاقية، ومفهوم الأوف هيبين وهي كلمة ألمانية تعتمد ترجمتها على السياق المُستخدم. للكتاب تأثير عميق على الفلسفة الغربية وبقدر ما تم الاحتفاء به، تم انتقاده وتحميله مسؤولية تطور مفاهيم وظاهريات مثل الوجودية، الشيوعية، الفاشية، ثيولوجية موت الإله، والعدمية التاريخانية. تُرجم جزء منه إلى العربية عام 1981 تحت عنوان علم ظهور العقل ونشرته دار الطليعة اللبنانية ببيروت.